# Нассер Едін Дрід
Нассер Едін Дрід (араб. نصر الدين دريد; нар. 22 січня 1957, Тебесса) — колишній алжирський футболіст, що грав на позиції воротаря.

## Клубна кар'єра
У дорослому футболі дебютував 1978 року виступами за команду «УСМ Ель Хараш», в якій провів два сезони.
Своєю грою за цю команду привернув увагу представників тренерського штабу клубу «УСМ Бел-Аббес», до складу якого приєднався 1980 року. Відіграв за новий клуб наступні п'ять сезонів своєї ігрової кар'єри.
1985 року уклав контракт з клубом «Оран», у складі якого провів наступні три роки своєї кар'єри гравця, вигравши у сезоні 1987/88 чемпіонат Алжиру.
Протягом сезону 1988/89 років захищав кольори марокканського клубу «Раджа» (Касабланка), з яким виграв Кубок африканських чемпіонів. Причому у фіналі клуб з Касабланки здолав саме «Оран» (1:0, 0:1, 4:2 пен.), в який Дрід повернувся по завершенні сезону і, провівши один рік, завершив професійну ігрову кар'єру.

## Виступи за збірну
1982 року дебютував в офіційних матчах у складі національної збірної Алжиру.
У складі збірної був учасником чемпіонату світу 1986 року у Мексиці, зігравши у двох матчах. Крім того у її складі став бронзовим призером Кубка африканських націй 1984 і 1988 року та учасником Кубка африканських націй 1986 року.
Протягом кар'єри у національній команді, яка тривала 7 років, провів у формі головної команди країни 41 матч.

## Тренерська робота
У 2003—2004 роках працював головним тренером клубу «Оран».

## Титули і досягнення
- Чемпіон Алжиру: 1987/88
- Володар Кубка африканських чемпіонів: 1988/89
- Бронзовий призер Кубка африканських націй: 1984, 1988